# Bermuda International 1984
Die Bermuda International 1984 im Badminton fanden vom 2. bis zum 5. Mai 1984 statt. 

## Sieger und Platzierte
| Disziplin    | Gold                            | Silber                           | Bronze                      |
| ------------ | ------------------------------- | -------------------------------- | --------------------------- |
| Herreneinzel | Gary Scott                      | Robert Le Compte                 | Elio Cozzarini              |
| Herreneinzel | Gary Scott                      | Robert Le Compte                 | M. Barnes                   |
| Dameneinzel  | Diane Addison                   | Pat McCarrick                    | Rosemary McGuire            |
| Dameneinzel  | Diane Addison                   | Pat McCarrick                    | Barbara McKinley            |
| Herrendoppel | Ian Cummings Gary Scott         | Robert Le Compte Alan Stefanik   | Dave Adamson Elio Cozzarini |
| Herrendoppel | Ian Cummings Gary Scott         | Robert Le Compte Alan Stefanik   | B. McLean Bruce Miller      |
| Damendoppel  | Diane Addison Lillian Cozzarini | Pat McCarrick Rosemary McGuire   | M. McAdam Barbara McKinley  |
| Damendoppel  | Diane Addison Lillian Cozzarini | Pat McCarrick Rosemary McGuire   | Wendy Chadwick R. McIntosh  |
| Mixed        | Gary Scott Helen Roper          | Elio Cozzarini Lillian Cozzarini | Dick McKinley Pat McCarrick |
| Mixed        | Gary Scott Helen Roper          | Elio Cozzarini Lillian Cozzarini | M. Swift Bo Yap             |

## Finalergebnisse
| Disziplin    | Sieger                          | Finalist                         | Ergebnis         |
| ------------ | ------------------------------- | -------------------------------- | ---------------- |
| Herreneinzel | Gary Scott                      | Robert Le Compte                 | 15–4, 15–4       |
| Dameneinzel  | Diane Addison                   | Pat McCarrick                    | 4–11, 11–6, 11–1 |
| Herrendoppel | Ian Cummings Gary Scott         | Robert Le Compte Alan Stefanik   | 15–3, 15–10      |
| Damendoppel  | Diane Addison Lillian Cozzarini | Pat McCarrick Rosemary McGuire   | 17–14, 18–16     |
| Mixed        | Gary Scott Helen Roper          | Elio Cozzarini Lillian Cozzarini | 15–12, 17–14     |